# Nika för bästa film
Nika för bästa film (ryska: Премия «Ника» за лучший игровой фильм) delas ut sedan 1988 som en av det ryska filmpriset Nikas kategorier.

## Pristagare och nominerade

### 1980-talet
1988
- Pristagare — Botgöring i regi av Tengiz Abuladze
- Nominerade:
  - Ett långt avsked i regi av Kira Muratova
  - Pljumbum, ili Opasnaja igra i regi av Vadim Abdrasjitov

1989
- Pristagare — Den kalla sommaren -53 i regi av Aleksandr Prosjkin
- Nominerade:
  - Lilla Vera i regi av Vasilij Pitjul
  - Kommissarien i regi av Aleksandr Askoldov

### 1990-talet
1990
- Pristagare — Asjik-Kerib i regi av Sergej Paradzjanov och Dodo Abasjidze
- Nominerade:
  - Vlast solovetskaya i regi av Marina Goldovskaja
  - Sluga i regi av Vadim Abdrasjitov

1991
- Pristagare — Astenitjeskij sindrom i regi av Kira Muratova
- Nominerade:
  - Zamri, umri, voskresni! i regi av Vitalij Kanevskij
  - Taksi-bljuz i regi av Pavel Lungin

1992
- Pristagare — Nebesa obetovannye i regi av Eldar Rjazanov
- Nominerade:
  - Pasport i regi av Georgij Danelija
  - Pegij pjos, begusjtjij kraem morja i regi av Karen Gevorkian

1993
- Pristagare — Ankor, esjtjjo ankor! i regi av Pjotr Todorovskij
- Nominerade:
  - Fjärilsjakten i regi av Otar Iosseliani
  - Urga – kärlekens tecken i regi av Nikita Michalkov

1994
- Pristagare — Makarov i regi av Vladimir Chotinenko
- Nominerade:
  - Deti tjugunnych bogov i regi av Tamás Tóth
  - Okno v Parizj i regi av Jurij Mamin

1995
- Pristagare — Uvletjenija i regi av Kira Muratova
- Nominerade:
  - Min höna Riaba i regi av Andrej Kontjalovskij
  - Podmoskovnye vetjera i regi av Valerij Todorovskij

1996
- Pristagare — Osobennosti natsionalnoj ochoty i regi av Aleksandr Rogozjkin
- Nominerade:
  - Barysjnja-krestjanka i regi av Aleksej Sacharov
  - Musulmanin i regi av Vladimir Chotinenko

1997
- Pristagare — Bergens fånge i regi av Sergej Bodrov
- Nominerade:
  - Letnie ljudi i regi av Sergej Ursuljak
  - Ermak i regi av Vladimir Krasnopolskij och Valerij Uskov
  - Ljubit po-russki 2 i regi av Jevgenij Matvejev

1998
- Pristagare — Ryska tjuven i regi av Pavel Tjuchraj
- Nominerade:
  - Bröder i regi av Aleksej Balabanov
  - Vremja tantsora i regi av Vadim Abdrasjitov

1999
- Pristagare — Människor & omänniskor i regi av Aleksej Balabanov
- Nominerade:
  - Den polnolunija i regi av Karen Sjachnazarov
  - Strana gluchich i regi av Valerij Todorovskij
  - Totalitarnyj roman i regi av Vjatjeslav Sorokin

### 2000-talet
2000
- Pristagare — Chrustaljov, masjinu! i regi av Aleksej German
- Nominerade:
  - Barak i regi av Valerij Ogorodnikov
  - Vorosjilovskij strelok i regi av Stanislav Govoruchin

2001
- Pristagare — Dnevnik ego zjeny i regi av Aleksej Utjitel
- Nominerade:
  - Luna Papa i regi av Bachtijor Chudojnazarov
  - Nezjnyj vozrast i regi av Sergej Solovev

2002
- Pristagare — Telets i regi av Aleksandr Sokurov
- Nominerade:
  - V avguste 44-go i regi av Michail Ptasjuk
  - Zajmemsja ljubovju i regi av Denis Jevstignejev

2003
- Pristagare — Kukusjka i regi av Aleksandr Rogozjkin
- Nominerade:
  - Vojna i regi av Aleksej Balabanov
  - Zvezda i regi av Nikolaj Lebedev
  - Ljubovnik i regi av Valerij Todorovskij
  - Tjechovskie motivy i regi av Kira Muratova

2004
- Pristagare — Återkomsten i regi av Andrej Zvjagintsev
- Nominerade:
  - Blagoslovite zjensjtjinu i regi av Stanislav Govoruchin
  - Koktebel i regi av Boris Chlebnikov och Aleksej Popogrebskij
  - Magnitnye buri i regi av Vadim Abdrasjitov
  - Den ryska arken i regi av Aleksandr Sokurov
  - Staruchi i regi av Gennadij Sidorov

2005
- Pristagare — Svoi i regi av Dmitrij Meschiev
- Nominerade:
  - Voditel dlja Very i regi av Pavel Thuchraj
  - Dolgoe prosjtjanije i regi av Sergej Ursuljak
  - Nastrojsjtjik i regi av Kira Muratova

2006
- Pristagare — 9 rota i regi av Fjodor Bondartjuk
- Nominerade:
  - Garpastum i regi av Aleksej German
  - Italienaren i regi av Andrej Kravtjuk
  - Solntse i regi av Aleksandr Sokurov
  - Kosmos kak predtjuvstvije i regi av Aleksej Utjitel

2007
- Pristagare — Ostrov i regi av Pavel Lungin
- Nominerade:
  - Andersen. Zjizn bez ljubvi i regi av Eldar Rjazanov
  - Zjivoy i regi av Aleksandr Veledinskij
  - Izobrazjaja zjertv i regi av Kirill Serebrennikov
  - Svobodnoe plavanije i regi av Boris Chlebnikov

2008
- Pristagare — Mongol i regi av Sergej Bodrov
- Nominerade:
  - Gruz 200 i regi av Aleksej Balabanov
  - Prostye vesjtji i regi av Aleksej Popogrebskij
  - Putesjestvije s domasjnimi zjivotnymi i regi av Vera Storozjeva
  - Rusalka i regi av Anna Melikjan

2009
- Pristagare — Hipsters i regi av Valerij Todorovskij
- Nominerade:
  - Bumazjnyj soldat i regi av Aleksej German
  - Dikoje pole i regi av Michail Kalatozisjvili
  - Istjeznuvsjaja imperija i regi av Karen Sjachnazarov
  - Plennyj i regi av Aleksej Utjitel

### 2010-talet
2010
- Pristagare — Poltory komnaty, ili Sentimentalnoe putesjestvije na Rodinu i rage av Andrej Chrzjanovskij
- Nominerade:
  - Voltjok i regi av Vasilij Sigarev
  - Palata №6 i regi av Aleksandr Gornovskij och Karen Sjachnazarov
  - Petja po doroge v Tsarstvije Nebesnoe i regi av Nikolaj Dostal
  - Tsar i regi av Pavel Lungin

2011
- Pristagare — Kraj i regi av Aleksej Utjitel
- Nominerade:
  - Brestskaja krepost i regi av Aleksandr Kott
  - Kak ja provel etim letom i regi av Aleksej Popogrebskij
  - Kotjegar i regi av Aleksej Balabanov
  - Tanyas sista resa i regi av Aleksej Fedortjenko

2012
- Pristagare — Zjila-byla odna baba i regi av Andrej Smirnov
- Nominerade:
  - Elena i regi av Andrej Zvjagintsev
  - Vysotskij. Spasibo, tjto zjivoj i regi av Pjotr Buslov
  - Sjapito-sjou i regi av Sergej Loban
  - Sibir. Monamur i regi av Slava Ross

2013
- Pristagare — Faust i regi av Aleksandr Sokurov
- Nominerade:
  - Belyj tigr i regi av Karen Sjachnazarov
  - Dirizjor i regi av Pavel Lungin
  - Kokoko i regi av Dunja Smirnova
  - Orda i regi av Andrej Prosjkin

2014
- Pristagare — Geograf globus propil i regi av Aleksandr Veledinskij
- Nominerade:
  - Gorko! i regi av Zjora Kryzjovnikov
  - Dolgaja stjastlivaja zjizn i regi av Boris Chlebnikov
  - Metro i regi av Anton Megerditjev
  - Stalingrad i regi av Fjodor Bondartjuk

2015
- Pristagare — Svårt att vara gud i regi av Aleksej German
- Nominerade:
  - Belyje notji potjtalona Alekseja Trjapitsyna i regi av Andrej Kontjalovskij
  - Durak i regi av Jurij Bykov
  - Ispytanije i regi av Aleksandr Kott
  - Leviatan i regi av Andrej Zvjagintsev

2016
- Pristagare — Milyj Chans, dorogoj Pjotr i regi av Aleksandr Mindadze
- Nominerade:
  - Batalon i regi av Dmitrij Meschijev
  - Bitva za Sevastopol i regi av Sergej Mokritskij
  - Konets prekrasnoj epochi i regi av Stanislav Govoruchin
  - Pro ljubov i regi av Anna Melikjan
  - Strana Oz i regi av Vasilij Sigarev

2017
- Pristagare — Raj i regi av Andrej Kontjalovskij

2018
- Pristagare — Aritmija i regi av Boris Chlebnikov

2019
- Pristagare — Vonja Anny i regi av Aleksej Fedortjenko

### 2020-talet
2020
- Pristagare — Frantsuz i regi av Andrej Smirnov

2021
- Pristagare — Kamrater! i regi av Andrej Kontjalovskij

2022
- Ingen pristagare

2023
- Ingen pristagare

2024
- Pristagare — Pravednik i regi av Sergej Ursuljak